# Cynthia Brewer
Cynthia Brewer   (1960) és una professora i autora nord-americana de geografia a la Universitat Estatal de Pennsilvània, Pennsilvània. Ha treballat com a consultora de disseny de mapes i atles de la Oficina del Cens dels Estats Units, de l'Institut Nacional del Càncer, del Centre Nacional d'Estadístiques Sanitàries i del Servei de Parcs Nacionals. Imparteix els cursos de cartografia i disseny de mapes introductoris. La seva especialitat es relaciona amb la visibilitat i la teoria del color en la cartografia. També treballa en el disseny de mapes topogràfics, mapeig a diverses escala i atles. Ha influït com a teòrica en representacions de mapes i influeix en professionals de SIG.
El seu conjunt de colors per a web, la seva impressió i el fet de pintar de colors que es coneixen amb el nom de ColorBrewer. Han estat utilitzats per nombrosos projectes. És responsable de l'aplicació web amb llicència Apache 2.0 del ColorBrewer.

## Paletes de color de Brewer
Noms vàlids i representació completa del color per a cada paleta. Passant el cursor del ratolí per a sobre cada requadre apareix el número del color. 
| - YlGn - YlGnBu - GnBu - BuGn - PuBuGn | - PuBu - BuPu - RdPu - PuRd - OrRd | - YlOrRd - YlOrBr - Purples - Blues - Greens | - Oranges - Reds - Greys |

| - PuOr - BrBG - PRGn | - PiYG - RdBu - RdGy | - RdYlBu - Spectral - RdYlGn |

| - Accent - Dark2 - Paired | - Pastel1 - Pastel2 - Set1 | - Set2 - Set3 |